# 에어아시아 제스트
에어아시아 제스트(영어: AirAsia Zest)은 1995년에 설립된 필리핀의 저비용 항공사로 설립 당시의 명칭은 아시안스피릿 항공(영어: Asian Spirit)이었으나, 2008년에 제스트 항공(영어: Zest Airways) 명칭으로 한 차례 변경 후 2013년에 에어아시아 인수와 동시에 현재의 사명으로 변경했다.

## 역사
1995년 당시 3명이 출자하여 아시안스피릿 항공으로 설립했다. 2008년 3월 Zest-OCorp의 소유자, Alfredo M. Yao이 회사를 인수하면서 사장으로 취임하고 9월에 현재의 사명으로 변경했다. 이전에 다바오 ~ 코로르 사이에 국제선을 운항하고 있었다. 그런 다음 이전의 기본 노선 마닐라 ~ 칼리보간 국내선을 운항하고 있었지만 다시 국제선 운항을 시작했다. 또한 에어버스 A320-200을 구입해 마닐라 ~ 세부, 다바오선에 투입하고 있다. 2011년 8월 마닐라 ~ 쿠알라룸푸르 국제선 운항 신청을 냈다.

## 운항 노선
- 2012년 3월 에어아시아 제스트는 다음과 같은 노선을 운항하고 있다.

## 보유 기종
- 2015년 4월 기준으로 다음과 같이 보유하고 있으며 평균 기령은 10.5년이다.[1][2][3]

### 퇴역 기종
- 브리티시 에어로스페이스 APT
- 브리티시 에어로스페이스 146-100
- 브리티시 에어로스페이스 146-200
- CN-235
- 드 해빌랜드 캐나다 대쉬 7
- 렛-410 터보렛
- 맥도널 더글러스 MD-82
- 맥도널 더글러스 MD-83
- 일본항공기제조 YS-11
- 시안 MA60

## 사진

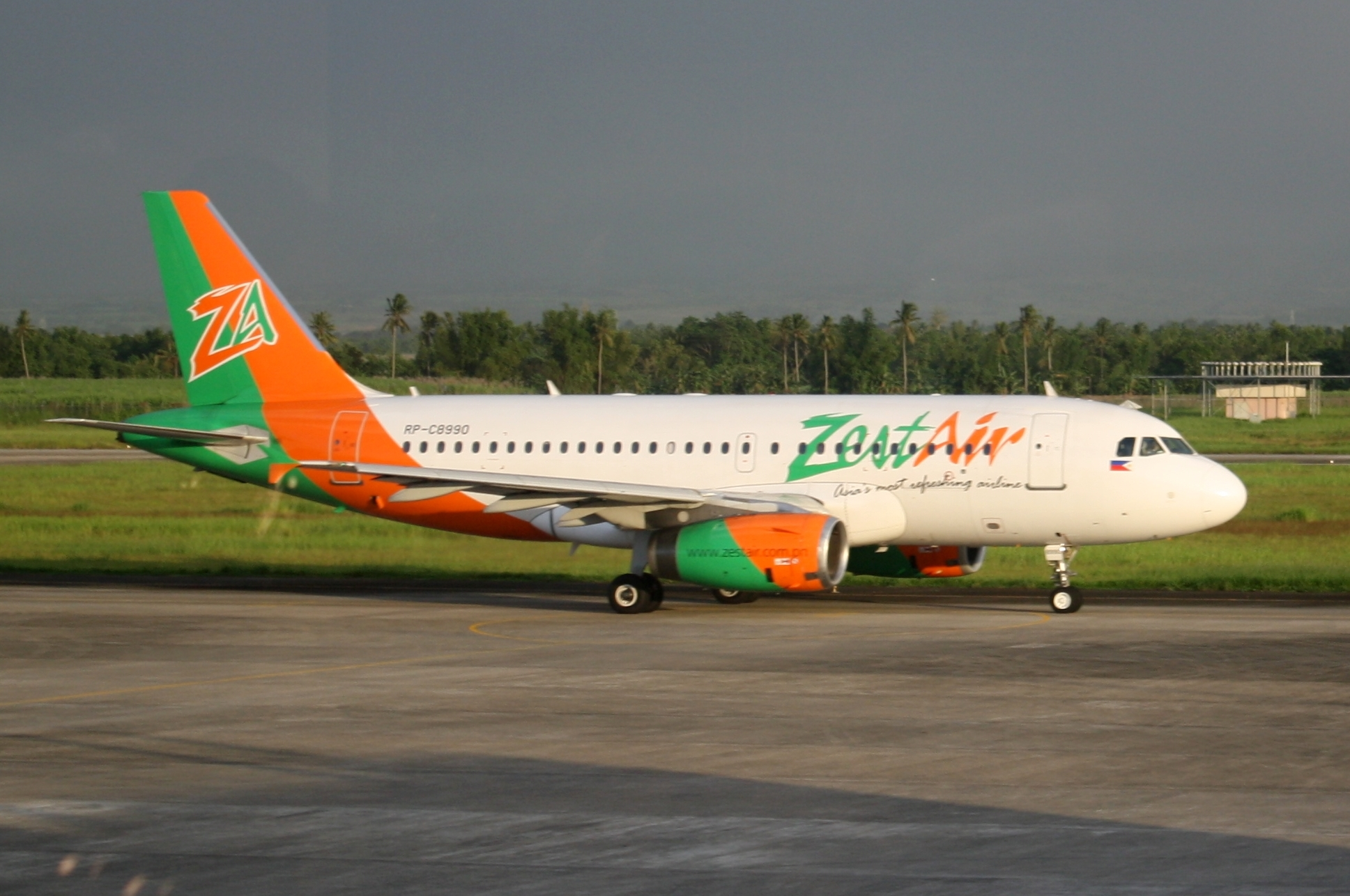
에어아시아 제스트의 에어버스 A319-100 (퇴역)
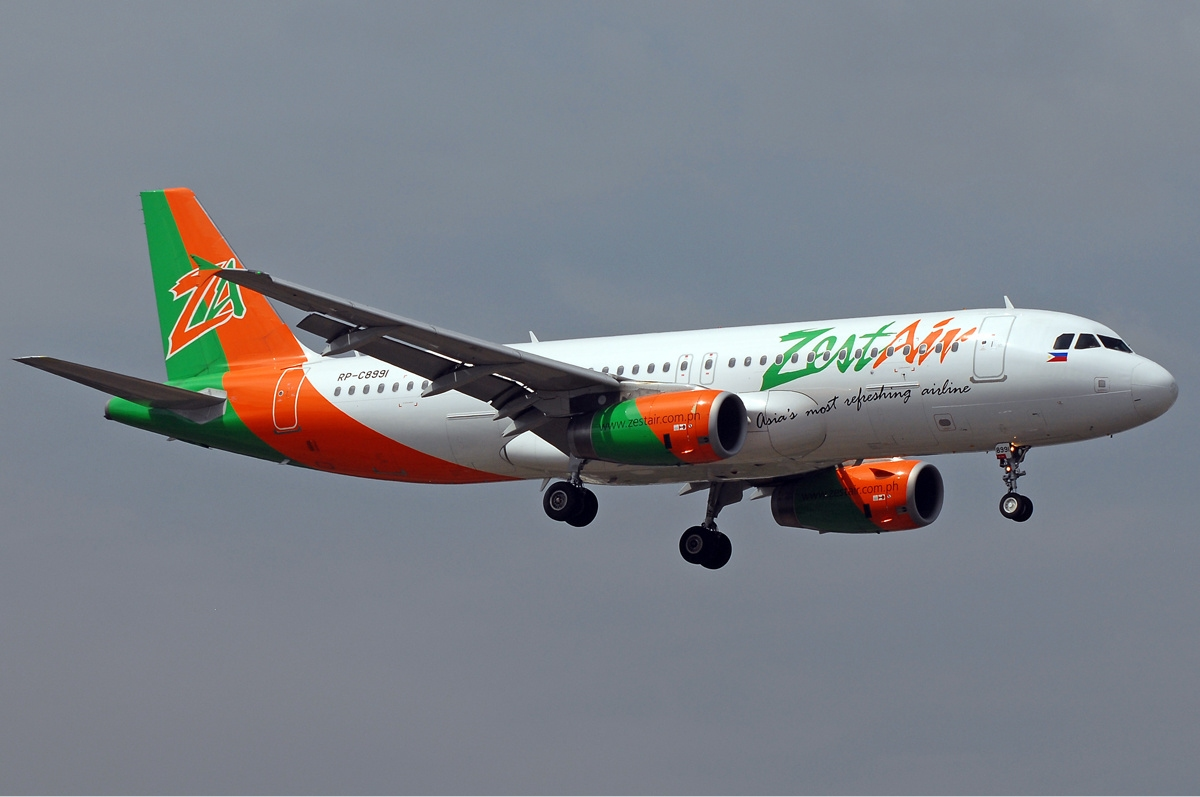
에어아시아 제스트의 에어버스 A320-200 (퇴역)